# Zawisza Czarny

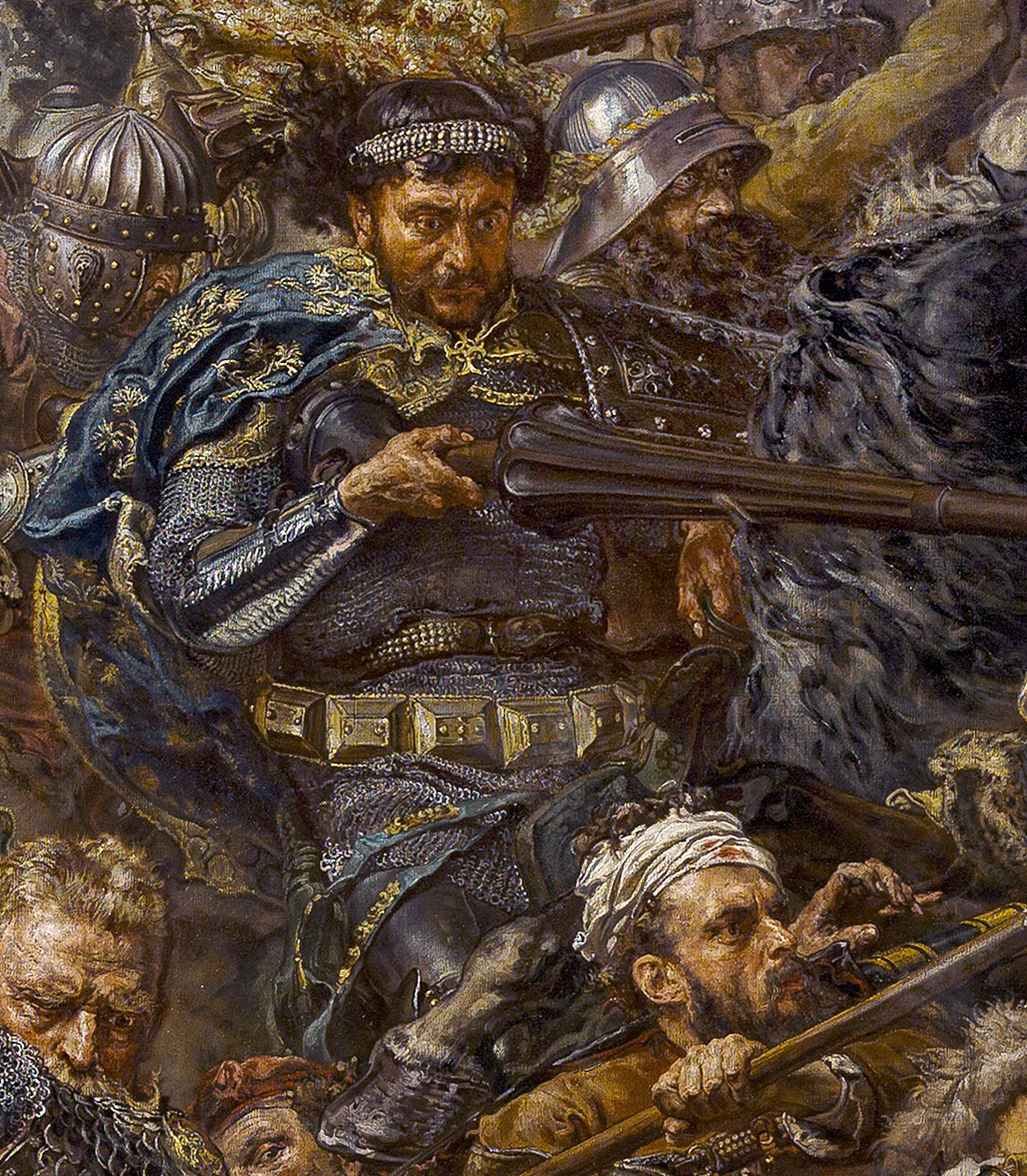
Zawisza Czarny auf dem Gemälde „Die Schlacht bei Grunwald“ (von Jan Matejko)

Das Adelswappen des Zawisza Czarny (Wappengemeinschaft Sulima)

Zawisza Czarny von Garbow (deutsch auch Sawischa, Sabisch, Sewisch, Zawisch ...der Schwarze, de swarcze, Niger, polnisch Zawisza Czarny z Garbowa, lateinisch  Zawissius Niger de Garbow; * 1379 in Stary Garbów; † 12. Juni 1428 in Golubac) war ein berühmter polnischer Ritter.

## Leben
Er diente dem Deutschen Orden in Preußen und war einer derjenigen, die diesem später abschworen. Jedoch diente er weiterhin dem zukünftigen Kaiser Sigismund.
Seit dem 19. Jahrhundert als „Zawisza Czarny“ aus der Sulima-Adelsfamilie in zahlreichen polnischen Dichtungen und Dramen gefeiert, ist er vor allem wegen der Schlacht bei Tannenberg bekannt. Eine polnische Legende weiß dazu folgendes: Als dort aus dem Blickfeld der Kämpfenden die Fahne des polnischen Königreichs verschwunden war und daher die Polen in Panik gerieten und die Flucht ergriffen, sangen Deutschordensritter ihr Triumphlied: „Christ ist erstanden“. Diese vorübergehende Entspannung bei den Ordenstruppen machte es somit den Polen möglich, die Fahne wieder an sich zu bringen, eine Heldentat, die „Zawisza Czarny“ zugeschrieben wurde.
Als ein Delegierter des Königs Władysław II. Jagiełło hielt er sich auf den europäischen Königshöfen auf, wo er an vielen Ritterturnieren teilnahm. Er besiegte unter anderem einen der stärksten spanischen Ritter, Johannes von Aragon.
Als Teilnehmer einer polnischen Delegation schickte ihn König Władysław II. Jagiełło 1414 zum Konzil von Konstanz.
Er nahm 1428 an einem erfolglosen Feldzug des römisch-deutschen Königs Sigismund von Luxemburg gegen die Osmanen teil. Während des Rückzugs über die Donau wurde das ungarische Heer am 12. Juni 1428 angegriffen und der König wurde der Legende nach allein dank des Opfermuts von Zawisza gerettet. Zawisza selbst war mit der von ihm angeführten Armee auf dem rechten Ufer der Donau geblieben, weil er versprochen hatte, den Rückzug zu decken (daher kommt das polnische Sprichwort „sich wie auf den Zawisza verlassen“). Da Zawisza und seine Armee sich verteidigen mussten, konnten sie nicht über die Donau übersetzen. Zwar schickte der ungarische König, der schon auf dem linken Ufer in Sicherheit war, dem Zawisza ein Boot, aber dieser blieb auf dem rechten Ufer, um die Nachhut von Sigismunds Armee zu schützen.
Sein Kopf wurde dem türkischen Sultan gebracht, den Körper haben die Rasziener, so nannte man die Serben im Mittelalter, beerdigt.
In der serbischen Festung in Golubac wurde ihm zu Ehren eine Gedenktafel angebracht. Die Inschrift besagt:
„In Golubac wurde 1428 sein Leben von den Türken genommen, der berühmte polnische Ritter, Symbol des Mutes und der Ehre, Zawisza Czarny. Ruhm dem Helden!“
Nach ihm wurden einige polnische Sportvereine benannt, der bekannteste ist Zawisza Bydgoszcz. Ebenso wurden zwei polnische Segelschiffe (Zawisza Czarny (1952) und Zawisza Czarny (1902)) benannt.